# Echinisis eltanin
Echinisis eltanin är en korallart som beskrevs av Bayer och Carlo de Stefani 1987. Echinisis eltanin ingår i släktet Echinisis och familjen Isididae.
Artens utbredningsområde är Södra Ishavet. Inga underarter finns listade i Catalogue of Life.